# Santa Llúcia de Tonyà
Santa Llúcia de Tonyà és una ermita del municipi de Garrigàs (Alt Empordà) inclosa en l'Inventari del Patrimoni Arquitectònic de Catalunya.

## Descripció
L'ermita de Santa Llúcia està situada aproximadament a un quilòmetre de Vilamalla, i presenta les característiques de l'arquitectura popular. Es tracta d'un edifici de petites dimensions, emblanquinat tant interiorment com exterior. Té una sola nau amb absis irregular, i un pòrtic afegit a la façana d'accés que té arcades de mig punt. A l'interior es cobreix amb volta apuntada, encara que la part de l'absis es troba molt modificat. Als murs de la nau s'obren petites espitlleres. El conjunt es cobreix amb teulada a dues vessants, damunt la qual s'eleva el campanar de paret d'un sol arc.

## Història
Aquest edifici no es troba documentat en època medieval i, d'altra banda, la seva tipologia permet suposar que va ser bastit durant els segles XVII-XVIII. Tanmateix, el fet de trobar-se totalment emblanquinat amaga en part els elements constructius, i de moment no es pot veure si hi ha algun vestigi que pugui correspondre a una etapa anterior.